# マチキャラ
マチキャラは、NTTドコモが提供するiモードサービスの一つで、携帯電話の待受画面などでキャラクターが着信や受信メールなどをアニメーションの動きによって教えてくれる機能。

## 概要
- 携帯電話の待受画面、メニュー画面などにユーザの設定したキャラクターを表示させるサービスの名称。設定されたキャラクターは携帯電話画面上を動きまわったり、電話着信やメール受信などのイベントに応じて反応したり、成長させたりすることができる。待受画像とは別のレイヤーに存在しているため、お気に入りの待受画像＋好きなマチキャラを設定することが可能。
- マチキャラには「2Dマチキャラ」と「3Dマチキャラ」がある。2DマチキャラはGIF形式（アニメーションGIF）で作成されるが、3Dマチキャラは株式会社エイチアイが提供するExporterPluginを利用して3ds Max・Maya・SOFTIMAGE XSI・LightWave等のモデリングソフトから中間データを出力して利用する。メーカーイベント 、隠しマスコットイベント、時間指定イベントも可能（iコンシェル対応端末で利用できる）。
- マチキャラは自作も可能な開発ソフトがNTTドコモのウェブサイトで無料配布されているが、自作にはかなりの製作技術を要する。
- 技術的には株式会社エイチアイとNTTドコモが共同開発を行っており、加速度センサーを対応した物と音声認識対応したマチキャラが登場している。
- 端末初搭載はD903iで、後にD903iTV､D703i､D704iにも対応し、ここまでは2Dマチキャラによる電話着信やメール受信などのアニメーションで動き回る程度だった。D904iからは端末にモーションコントロール（加速度センサー）を搭載した事により今まで縦画面にしか対応していなかったマチキャラが横画面にも対応した。D905iからは対応量が500KBまで拡張し「3Dマチキャラ」に対応した上、音声反応にも対応し特定の言葉を端末に話掛けるとキャラクターが反応し、今まで電話着信やメール受信の他の変わった動きや台詞の吹き出のアニメーションが表示される様になった。D705iμ/D705i/SH905iTVでも、音声反応には対応していないが「3Dマチキャラ」に対応している。
- 従来はドコモ端末の中でもDシリーズ（一部の端末は除く）しか対応しておらず、Dシリーズ専用の機能と思われていた時代もあったが、当初より正式なドコモのiモード公式コンテンツサービスで、iモードコンテンツでのメーカーサイトを初めとする有料コンテンツも配信しているサイトもある。2008年1月24日発売のシャープ製のSH905iTVにも対応を果たし、2008年秋以降はドコモが新たにサービスを開始したiコンシェル機能の一部となった（ただしSH-02Aのように、2008年秋以降の機種でもマチキャラのみ対応しているものもある）。

## 搭載機種
※iコンシェル対応端末についてはiコンシェル#対応機種を参照。
- D903i
- D903iTV
- D904i
- D905i
- D703i
- D704i
- D705iμ
- D705i

- SH905iTV
- SH906i
- SH906iTV
- SH706i
- SH706iw
- SH-02A

（2008年12月15日現在）